# 掖上鑵子塚古墳
掖上鑵子塚古墳（わきがみかんすづかこふん）は、奈良県御所市柏原にある古墳。形状は前方後円墳。史跡指定はされていない。

## 概要
奈良盆地南西縁、国見山から北に延びる丘陵の先端部を切断して築造された大型前方後円墳である。これまでに小規模な調査が実施されている。
墳形は前方部が短い前方後円形で、墳丘主軸を東西方向として前方部を西方に向ける。墳丘は後円部では3段築成、前方部では2段築成。墳丘長は149メートルを測り、南葛城地方では室宮山古墳（御所市室、238メートル）に次ぐ規模になる。墳丘外表では葺石・円筒埴輪列が認められるほか、墳頂部では形象埴輪（水鳥形・冠帽形・家形・草摺形・冑形・大刀形・靫形埴輪）が検出されている。また墳丘周囲には周濠が巡らされ、周堤ではコウヤマキ製の木製品が検出されている。埋葬施設は未調査のため明らかでないが、後円部墳頂に盗掘坑が残り、長持形石棺が埋納されていたと伝わる（前方部にも存在が推定）。出土品としては、埴輪・木製品のほか金銅製帯金具・心葉形垂飾・挂甲小札・琴柱形石製品・鉄鏃がある。
築造時期は、古墳時代中期の5世紀後葉頃と推定される。通説では南葛城地方では室宮山古墳に後続し、屋敷山古墳に先行する首長墓に位置づけられるが、室宮山古墳から規模を大きく縮小して形状にも規制が入る点が注意される。近年では、時期がさらに下がって屋敷山古墳と同程度の時期になるとして、室宮山古墳との間に1世代の空白を想定する説も挙げられているが、小規模な調査に留まるため詳細は明らかでない。なお、谷間という奈良盆地からの仰望が制限された立地でもあることから、ヤマト王権に滅ぼされた葛城本宗家の葛城円・眉輪王らの墓に比定する説もある。

## 遺跡歴
- 寛政9年（1797年）の『陵墓志』において、孝安天皇玉手丘上陵として記載[1]。
- 正徳3年（1713年）の『和漢三才図会』において、日本武尊白鳥陵として記載[1]。
- 天明8年（1788年）の『大和御陵図考』において、石棺の記載[1]。
- 享和元年（1801年）の『山陵志』において、武内宿禰墓として記載[1]。
- 慶応元年（1865年）の『聖蹟図志』において、日本武尊白鳥陵として記載[1]。
- 1977年（昭和52年）、第1次調査：市道建設に伴う前方部西側濠内の調査（奈良県立橿原考古学研究所、1978年に概要報告）[2]。
- 1982-1984年（昭和57-59年）、測量調査（南葛城地域の古墳文化研究会、1986年に報告書刊行）[2]。
- 1991年（平成3年）、第2次調査：周堤隣接地の調査（御所市教育委員会、1992年に報告書刊行）[2]。

## 墳丘

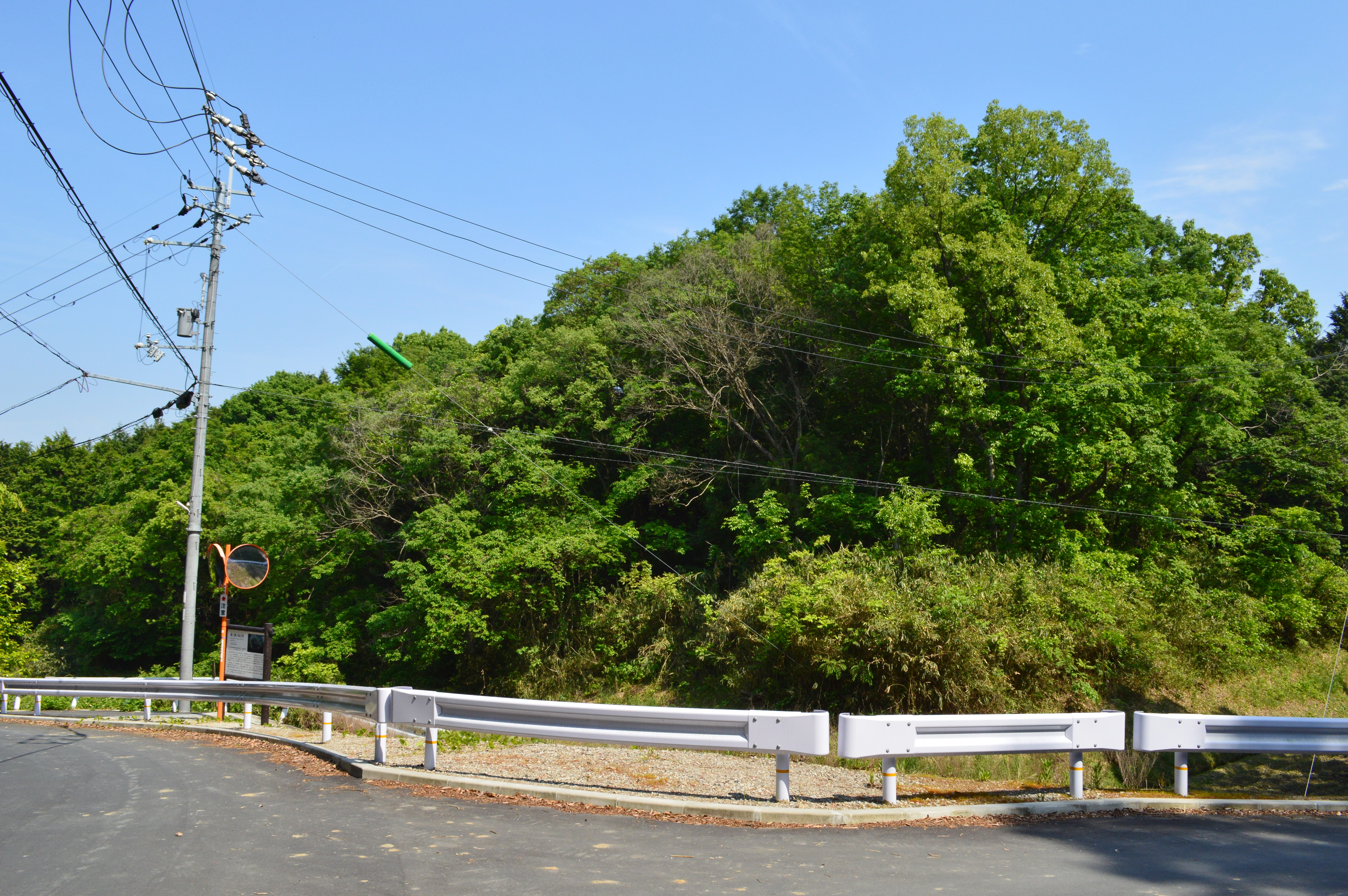
墳丘右に前方部、左奥に後円部。

墳丘の規模は次の通り。
- 墳丘長：149メートル

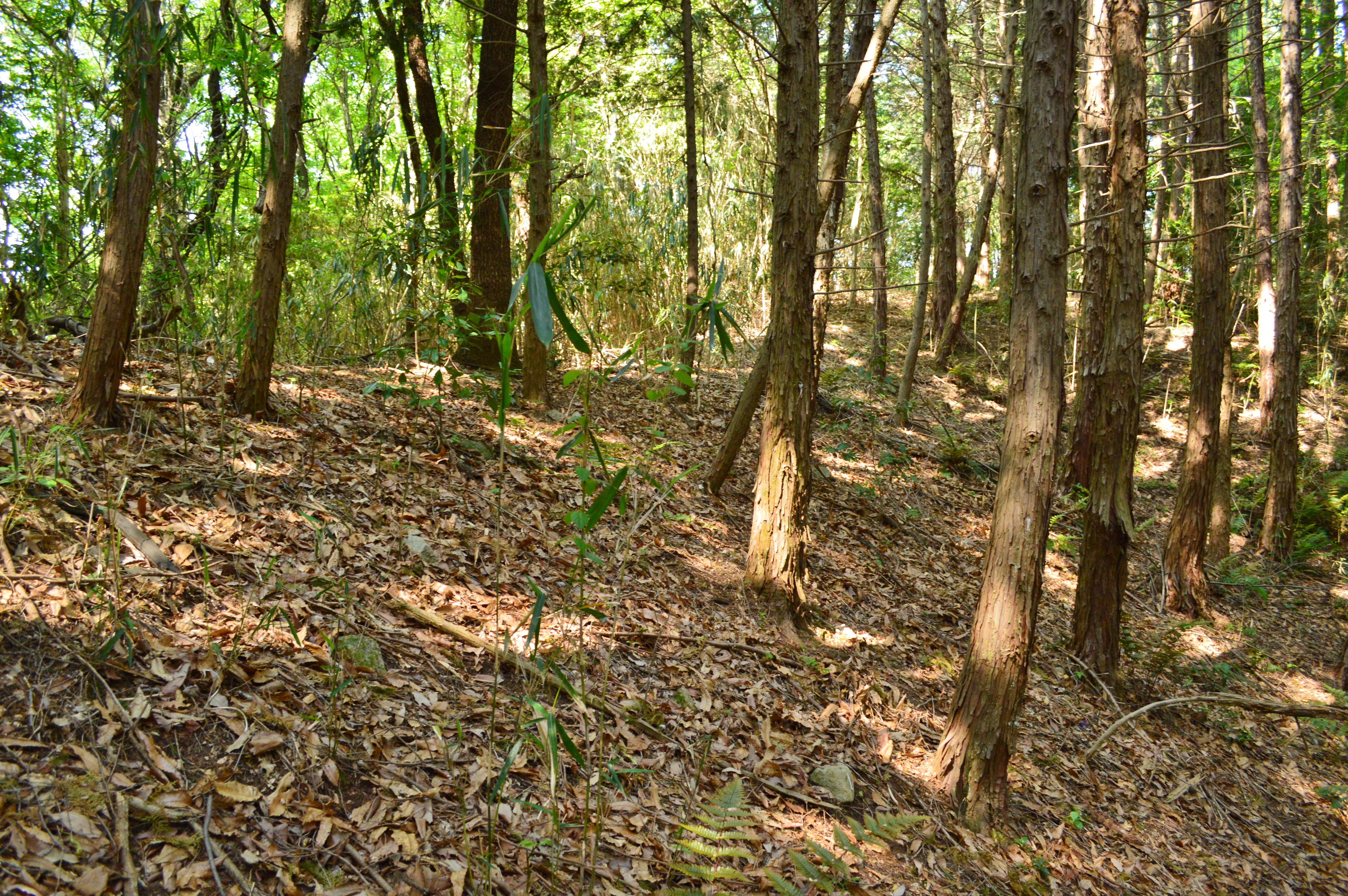
墳丘 左に前方部、右奥に後円部。
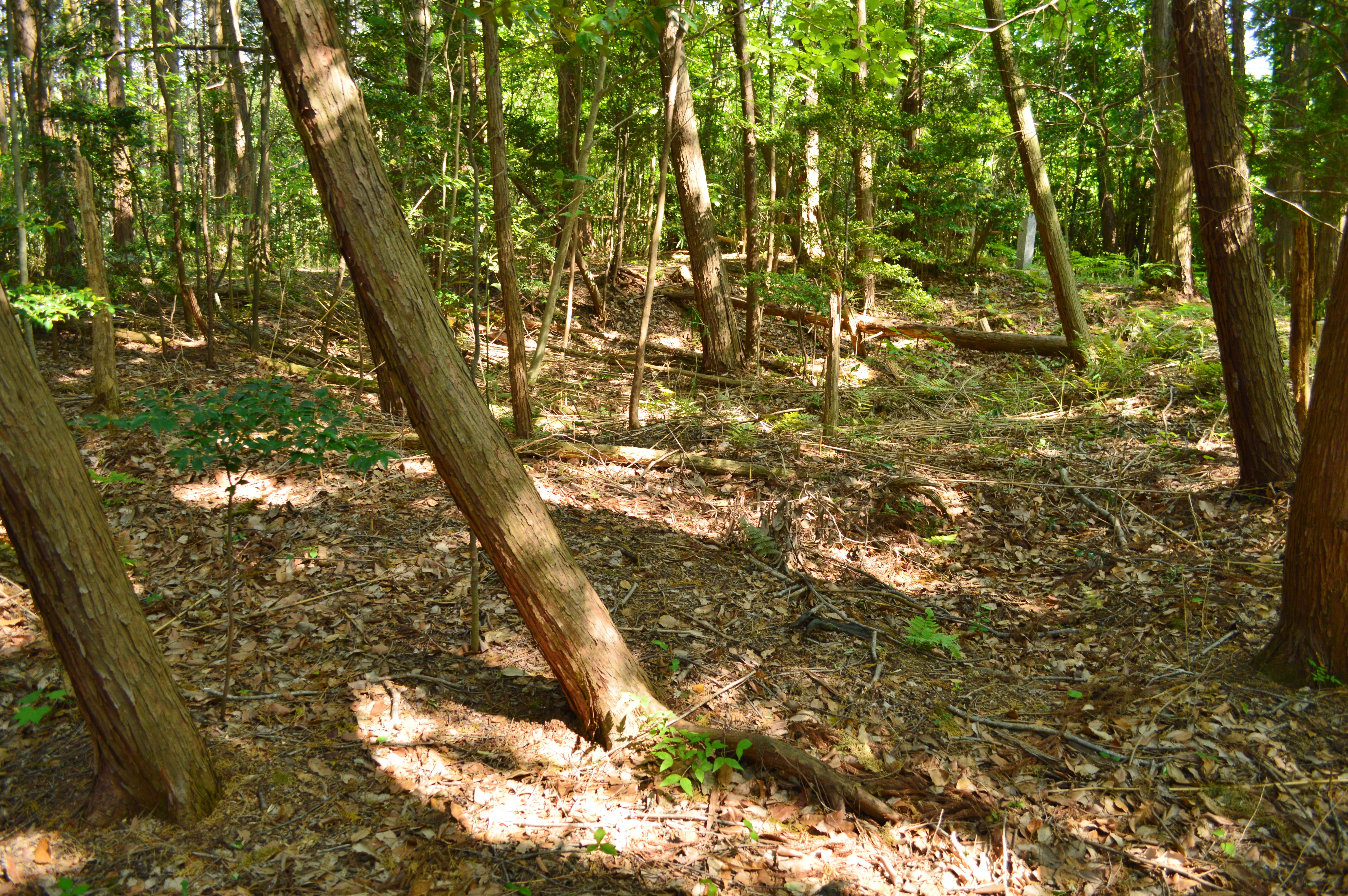
後円部 - 3段築成。
  - 直径：102メートル
  - 高さ：17.5メートル[4]
- 前方部 - 2段築成。
  - 幅：88メートル
  - 高さ：12メートル[4]

墳丘は典型的な丘尾切断の形状で、前方部前端部分で尾根を切り通す。墳丘の前方部は後円部直径に対して半分程度と短く、前方後円墳と帆立貝形古墳の中間的形態になる（墳形に規制が働いたか）。
墳丘周囲に巡らされた周濠は、鎌倉時代までは埋没していなかったとされ、現在も周囲の水田に痕跡を残す。周濠幅は、前方部前面側では15メートル・後円部側では30メートルを測る。ただし前方部南側では直径50メートルの円墳がある関係で形が歪められている。発掘調査によれば、この円墳は掖上鑵子塚古墳に先行する古墳の可能性が指摘される。
- 墳丘
左に前方部、右奥に後円部。
- 後円部墳頂

## 関連施設
- 奈良県立橿原考古学研究所附属博物館（橿原市畝傍町） - 掖上鑵子塚古墳の出土品を保管。

## 関連文献
（記事執筆に使用していない関連文献）
- 「御所市掖上鑵子塚 前方部周濠発掘調査概報」『奈良県遺跡調査概報 1977年度』奈良県立橿原考古学研究所、1978年。
- 『奈良県御所市掖上鑵子塚古墳測量調査報告』南葛城地域の古墳文化研究会、1986年。